# Фридлендер, Макс (музыковед)
Макс Фридлендер (нем. Max Friedlaender; 12 октября 1852, Бриг, ныне Бжег — 2 мая 1934, Берлин) — немецкий музыковед
 и певец (бас).
Из еврейской купеческой семьи; младший брат бактериолога Карла Фридлендера. Учился вокалу в Лондоне у Мануэля Гарсии-младшего и во Франкфурте-на-Майне у Юлиуса Штокхаузена. В 1883 году обосновался в Берлине, концертировал преимущественно как исполнитель немецкой академической песни (Lied).
В 1887 году защитил в Ростокском университете диссертацию, посвящённую вокальной музыке Франца Шуберта, в 1894 году габилитировался и начал преподавать в Берлинском университете, с 1903 года экстраординарный профессор. В 1906 году возглавил редколлегию издававшейся по личному распоряжению кайзера Вильгельма «Книги народных песен для мужского хора» (нем. Volksliederbuch für Männerchor), сменив на этом посту Рохуса фон Лилиенкрона. С 1908 года тайный советник. В 1911 году отправился преподавать в США, был удостоен Гарвардским университетом почётной докторской степени.
Наиболее значительный труд Фридлендера — двухтомная монография «Немецкая песня в XVIII веке» (нем. Das deutsche Lied im 18. Jahrhundert; 1902). Он также подготовил новые издания песен Шуберта, Бетховена, Шумана, Брамса.
Жена — Алиса Фридлендер (урождённая Политцер, 1864—1949), дочь учёного-оториноларинголога Адама Политцера; первым браком была замужем за банкиром Рихардом фон Флейшл-Марксовом (1853—1901), братом физиолога Эрнста фон Флейшль-Марксова. Сын — актёр Франц Рён.